# 小行星列表/180301-180400
| 名稱                 | 臨時編號   | 發現日期       | 發現地點   | 發現者                         |
| -------------------- | ---------- | -------------- | ---------- | ------------------------------ |
| 小行星180301         | 2003 WE139 | 2003年11月21日 | 索科罗     | 林肯近地小行星研究小组         |
| 小行星180302         | 2003 WR139 | 2003年11月21日 | 索科罗     | 林肯近地小行星研究小组         |
| 小行星180303         | 2003 WQ140 | 2003年11月21日 | 索科罗     | 林肯近地小行星研究小组         |
| 小行星180304         | 2003 WW140 | 2003年11月21日 | 索科罗     | 林肯近地小行星研究小组         |
| 小行星180305         | 2003 WD151 | 2003年11月24日 | 帕洛马山   | 近地小行星追踪                 |
| 小行星180306         | 2003 WQ160 | 2003年11月30日 | 基特峰     | 太空监视                       |
| 小行星180307         | 2003 WA162 | 2003年11月30日 | 基特峰     | 太空监视                       |
| 小行星180308         | 2003 WF170 | 2003年11月20日 | 卡特林那   | 卡特林那巡天系统               |
| 小行星180309         | 2003 XR    | 2003年12月3日  | 索科罗     | 林肯近地小行星研究小组         |
| 小行星180310         | 2003 XF1   | 2003年12月1日  | 基特峰     | 太空监视                       |
| 小行星180311         | 2003 XQ2   | 2003年12月1日  | 索科罗     | 林肯近地小行星研究小组         |
| 小行星180312         | 2003 XC3   | 2003年12月1日  | 索科罗     | 林肯近地小行星研究小组         |
| 小行星180313         | 2003 XY3   | 2003年12月1日  | 索科罗     | 林肯近地小行星研究小组         |
| 小行星180314         | 2003 XR4   | 2003年12月1日  | 索科罗     | 林肯近地小行星研究小组         |
| 小行星180315         | 2003 XD7   | 2003年12月3日  | 索科罗     | 林肯近地小行星研究小组         |
| 小行星180316         | 2003 XQ7   | 2003年12月1日  | 索科罗     | 林肯近地小行星研究小组         |
| 小行星180317         | 2003 XS7   | 2003年12月1日  | 索科罗     | 林肯近地小行星研究小组         |
| 小行星180318         | 2003 XE12  | 2003年12月14日 | 帕洛马山   | 近地小行星追踪                 |
| 小行星180319         | 2003 XR21  | 2003年12月14日 | 基特峰     | 太空监视                       |
| 小行星180320         | 2003 XA26  | 2003年12月1日  | 索科罗     | 林肯近地小行星研究小组         |
| 小行星180321         | 2003 XG38  | 2003年12月4日  | 索科罗     | 林肯近地小行星研究小组         |
| 小行星180322         | 2003 YK2   | 2003年12月17日 | 伊德里亚   | Črni Vrh                       |
| 小行星180323         | 2003 YJ4   | 2003年12月16日 | 卡特林那   | 卡特林那巡天系统               |
| 小行星180324         | 2003 YQ4   | 2003年12月17日 | 索科罗     | 林肯近地小行星研究小组         |
| 小行星180325         | 2003 YQ5   | 2003年12月16日 | 卡特林那   | 卡特林那巡天系统               |
| 小行星180326         | 2003 YW12  | 2003年12月17日 | 可可尼诺县 | 洛厄尔天文台近地小行星搜寻计划 |
| 小行星180327         | 2003 YD16  | 2003年12月17日 | 可可尼诺县 | 洛厄尔天文台近地小行星搜寻计划 |
| 小行星180328         | 2003 YE16  | 2003年12月17日 | 可可尼诺县 | 洛厄尔天文台近地小行星搜寻计划 |
| 小行星180329         | 2003 YH17  | 2003年12月17日 | 基特峰     | 太空监视                       |
| 小行星180330         | 2003 YE21  | 2003年12月17日 | 基特峰     | 太空监视                       |
| 小行星180331         | 2003 YN21  | 2003年12月17日 | 基特峰     | 太空监视                       |
| 小行星180332         | 2003 YQ21  | 2003年12月17日 | 基特峰     | 太空监视                       |
| 小行星180333         | 2003 YE29  | 2003年12月17日 | 基特峰     | 太空监视                       |
| 小行星180334         | 2003 YN30  | 2003年12月18日 | 索科罗     | 林肯近地小行星研究小组         |
| 小行星180335         | 2003 YC33  | 2003年12月16日 | 卡特林那   | 卡特林那巡天系统               |
| 小行星180336         | 2003 YO34  | 2003年12月18日 | 索科罗     | 林肯近地小行星研究小组         |
| 小行星180337         | 2003 YZ35  | 2003年12月19日 | 索科罗     | 林肯近地小行星研究小组         |
| 小行星180338         | 2003 YS37  | 2003年12月18日 | 基特峰     | 太空监视                       |
| 小行星180339         | 2003 YJ42  | 2003年12月19日 | 基特峰     | 太空监视                       |
| 小行星180340         | 2003 YN47  | 2003年12月18日 | 索科罗     | 林肯近地小行星研究小组         |
| 小行星180341         | 2003 YQ55  | 2003年12月19日 | 索科罗     | 林肯近地小行星研究小组         |
| 小行星180342         | 2003 YH58  | 2003年12月19日 | 索科罗     | 林肯近地小行星研究小组         |
| 小行星180343         | 2003 YX60  | 2003年12月19日 | 索科罗     | 林肯近地小行星研究小组         |
| 小行星180344         | 2003 YB61  | 2003年12月19日 | 索科罗     | 林肯近地小行星研究小组         |
| 小行星180345         | 2003 YE63  | 2003年12月19日 | 索科罗     | 林肯近地小行星研究小组         |
| 小行星180346         | 2003 YA64  | 2003年12月19日 | 索科罗     | 林肯近地小行星研究小组         |
| 小行星180347         | 2003 YK65  | 2003年12月19日 | 索科罗     | 林肯近地小行星研究小组         |
| 小行星180348         | 2003 YS68  | 2003年12月19日 | 索科罗     | 林肯近地小行星研究小组         |
| 小行星180349         | 2003 YW71  | 2003年12月18日 | 索科罗     | 林肯近地小行星研究小组         |
| 小行星180350         | 2003 YR73  | 2003年12月18日 | 索科罗     | 林肯近地小行星研究小组         |
| 小行星180351         | 2003 YV73  | 2003年12月18日 | 索科罗     | 林肯近地小行星研究小组         |
| 小行星180352         | 2003 YD75  | 2003年12月18日 | 索科罗     | 林肯近地小行星研究小组         |
| 小行星180353         | 2003 YG75  | 2003年12月18日 | 索科罗     | 林肯近地小行星研究小组         |
| 小行星180354         | 2003 YL76  | 2003年12月18日 | 索科罗     | 林肯近地小行星研究小组         |
| 小行星180355         | 2003 YK78  | 2003年12月18日 | 索科罗     | 林肯近地小行星研究小组         |
| 小行星180356         | 2003 YO82  | 2003年12月18日 | 索科罗     | 林肯近地小行星研究小组         |
| 小行星180357         | 2003 YM84  | 2003年12月19日 | 索科罗     | 林肯近地小行星研究小组         |
| 小行星180358         | 2003 YA85  | 2003年12月19日 | 索科罗     | 林肯近地小行星研究小组         |
| 小行星180359         | 2003 YQ85  | 2003年12月19日 | 索科罗     | 林肯近地小行星研究小组         |
| 小行星180360         | 2003 YJ91  | 2003年12月20日 | 索科罗     | 林肯近地小行星研究小组         |
| 小行星180361         | 2003 YS93  | 2003年12月21日 | 索科罗     | 林肯近地小行星研究小组         |
| 小行星180362         | 2003 YA94  | 2003年12月21日 | 基特峰     | 太空监视                       |
| 小行星180363         | 2003 YZ94  | 2003年12月19日 | 索科罗     | 林肯近地小行星研究小组         |
| 小行星180364         | 2003 YG106 | 2003年12月22日 | 索科罗     | 林肯近地小行星研究小组         |
| 小行星180365         | 2003 YZ106 | 2003年12月22日 | 基特峰     | 太空监视                       |
| 小行星180366         | 2003 YA109 | 2003年12月22日 | 索科罗     | 林肯近地小行星研究小组         |
| 小行星180367Vonfeldt | 2003 YQ110 | 2003年12月22日 | Needville  | D. Wells                       |
| 小行星180368         | 2003 YB111 | 2003年12月27日 | 本森       | 杨光宇                         |
| 小行星180369         | 2003 YQ111 | 2003年12月23日 | 索科罗     | 林肯近地小行星研究小组         |
| 小行星180370         | 2003 YB120 | 2003年12月27日 | 索科罗     | 林肯近地小行星研究小组         |
| 小行星180371         | 2003 YW122 | 2003年12月27日 | 索科罗     | 林肯近地小行星研究小组         |
| 小行星180372         | 2003 YH125 | 2003年12月27日 | 索科罗     | 林肯近地小行星研究小组         |
| 小行星180373         | 2003 YJ125 | 2003年12月27日 | 索科罗     | 林肯近地小行星研究小组         |
| 小行星180374         | 2003 YW127 | 2003年12月27日 | 索科罗     | 林肯近地小行星研究小组         |
| 小行星180375         | 2003 YH129 | 2003年12月27日 | 索科罗     | 林肯近地小行星研究小组         |
| 小行星180376         | 2003 YC131 | 2003年12月28日 | 索科罗     | 林肯近地小行星研究小组         |
| 小行星180377         | 2003 YC134 | 2003年12月28日 | 索科罗     | 林肯近地小行星研究小组         |
| 小行星180378         | 2003 YE134 | 2003年12月28日 | 索科罗     | 林肯近地小行星研究小组         |
| 小行星180379         | 2003 YR136 | 2003年12月18日 | 帕洛马山   | 近地小行星追踪                 |
| 小行星180380         | 2003 YO139 | 2003年12月28日 | 索科罗     | 林肯近地小行星研究小组         |
| 小行星180381         | 2003 YG140 | 2003年12月28日 | 索科罗     | 林肯近地小行星研究小组         |
| 小行星180382         | 2003 YV144 | 2003年12月28日 | 索科罗     | 林肯近地小行星研究小组         |
| 小行星180383         | 2003 YJ146 | 2003年12月28日 | 索科罗     | 林肯近地小行星研究小组         |
| 小行星180384         | 2003 YF147 | 2003年12月29日 | 索科罗     | 林肯近地小行星研究小组         |
| 小行星180385         | 2003 YJ151 | 2003年12月29日 | 卡特林那   | 卡特林那巡天系统               |
| 小行星180386         | 2003 YS153 | 2003年12月29日 | 卡特林那   | 卡特林那巡天系统               |
| 小行星180387         | 2003 YQ168 | 2003年12月18日 | 索科罗     | 林肯近地小行星研究小组         |
| 小行星180388         | 2003 YU171 | 2003年12月18日 | 基特峰     | 太空监视                       |
| 小行星180389         | 2004 AD2   | 2004年1月13日  | 可可尼诺县 | 洛厄尔天文台近地小行星搜寻计划 |
| 小行星180390         | 2004 AM7   | 2004年1月13日  | 可可尼诺县 | 洛厄尔天文台近地小行星搜寻计划 |
| 小行星180391         | 2004 AO7   | 2004年1月13日  | 可可尼诺县 | 洛厄尔天文台近地小行星搜寻计划 |
| 小行星180392         | 2004 AQ7   | 2004年1月13日  | 可可尼诺县 | 洛厄尔天文台近地小行星搜寻计划 |
| 小行星180393         | 2004 AC10  | 2004年1月15日  | 基特峰     | 太空监视                       |
| 小行星180394         | 2004 AG10  | 2004年1月15日  | 基特峰     | 太空监视                       |
| 小行星180395         | 2004 AH13  | 2004年1月13日  | 基特峰     | 太空监视                       |
| 小行星180396         | 2004 BK2   | 2004年1月16日  | 帕洛马山   | 近地小行星追踪                 |
| 小行星180397         | 2004 BB5   | 2004年1月16日  | 帕洛马山   | 近地小行星追踪                 |
| 小行星180398         | 2004 BC10  | 2004年1月16日  | 帕洛马山   | 近地小行星追踪                 |
| 小行星180399         | 2004 BN11  | 2004年1月16日  | 帕洛马山   | 近地小行星追踪                 |
| 小行星180400         | 2004 BD12  | 2004年1月16日  | 帕洛马山   | 近地小行星追踪                 |